# Michaił Rajew
Michaił Grigorjewicz Rajew, właśc. Jakow Siemionowicz Kaminski (ros. Михаил Григорьевич Раев (Яков Семёнович Каминский), ur. 21 grudnia 1893?/2 stycznia 1894 w Czehryniu, zm. 4 marca 1939) – funkcjonariusz radzieckich organów bezpieczeństwa, działacz partyjny, starszy major bezpieczeństwa państwowego, ludowy komisarz spraw wewnętrznych Azerbejdżańskiej SRR (1938).

## Życiorys
Żyd, od 1908 pracował w sklepie w Ługańsku, 1914-1915 członek partii eserowskiej, od 1915 do stycznia 1918 służył w rosyjskiej armii. Od kwietnia 1919 do marca 1920 członek ukraińskiej partii socjalistów-rewolucjonistów (komunistów), od marca 1920 w RKP(b)/WKP(b). Od grudnia 1918 dowódca oddziału partyzantki komunistycznej, 1919 w działalności podziemnej w guberni kijowskiej, członek powiatowego komitetu rewolucyjnego i miejskiego komitetu wykonawczego w Czehryniu, od grudnia 1919 funkcjonariusz Czeki. Kierownik wydziału rejonowego komitetu KP(b)U, 1920 funkcjonariusz partyjny w obwodzie dagestańskim, od grudnia 1920 szef wydziału powiatowej Czeki w Derbencie, później funkcjonariusz dagestańskiego obwodowego oddziału GPU, gdzie był m.in. szefem wydziału specjalnego, pomocnikiem szefa i szefem sekcji tajno-operacyjnej, a od 11 stycznia 1926 do 13 stycznia 1927 zastępcą szefa dagestańskiego obwodowego oddziału GPU. Od 13 stycznia 1927 do 26 czerwca 1928 pomocnik szefa czarnomorskiego okręgowego oddziału GPU i szef sekcji tajno-operacyjnej tego oddziału, od 11 marca do 9 maja 1927 czasowy p.o. szefa czarnomorskiego okręgowego oddziału GPU, od 26 czerwca 1928 do 24 kwietnia 1930 szef Kabardyno-Bałkarskiego Obwodowego Oddziału GPU, od 24 kwietnia 1930 do 6 sierpnia 1931 szef okręgowego oddziału/sektora operacyjnego GPU we Władykaukazie, od 6 sierpnia 1931 do 1 grudnia 1932 szef wydziału tajno-politycznego Pełnomocnego Przedstawicielstwa OGPU Kraju Północnokaukaskiego. Od 1 grudnia 1932 do 21 stycznia 1934 szef Czeczeńskiego Obwodowego Oddziału OGPU, od 15 lipca 1934 do sierpnia 1936 szef Zarządu NKWD Czeczeńsko-Inguskiego Obwodu Autonomicznego, od 20 grudnia 1935 major bezpieczeństwa państwowego. Od sierpnia 1936 do 7 kwietnia 1937 zastępca szefa Zarządu NKWD Kraju Północnokaukaskiego, od 7 kwietnia 1937 do 10 stycznia 1938 szef Zarządu NKWD obwodu stalingradzkiego (obecnie obwód wołgogradzki), 10 kwietnia 1937 awansowany na starszego majora bezpieczeństwa państwowego, od 10 stycznia do 12 listopada 1938 ludowy komisarz spraw wewnętrznych Azerbejdżańskiej SRR. Deputowany do Rady Najwyższej ZSRR 1 kadencji. 12 listopada 1938 aresztowany, 4 marca 1939 skazany na śmierć przez Wojskowe Kolegium Sądu Najwyższego ZSRR i rozstrzelany. Nie został zrehabilitowany.

## Odznaczenia
- Order Lenina (11 lutego 1937)
- Order Czerwonego Sztandaru (20 listopada 1925)
- Medal jubileuszowy „XX lat Robotniczo-Chłopskiej Armii Czerwonej” (22 lutego 1938)
- Odznaka "Honorowy Funkcjonariusz Czeki/GPU (V)"
- Odznaka "Honorowy Funkcjonariusz Czeki/GPU (XV)"